# Bernhard Proskauer

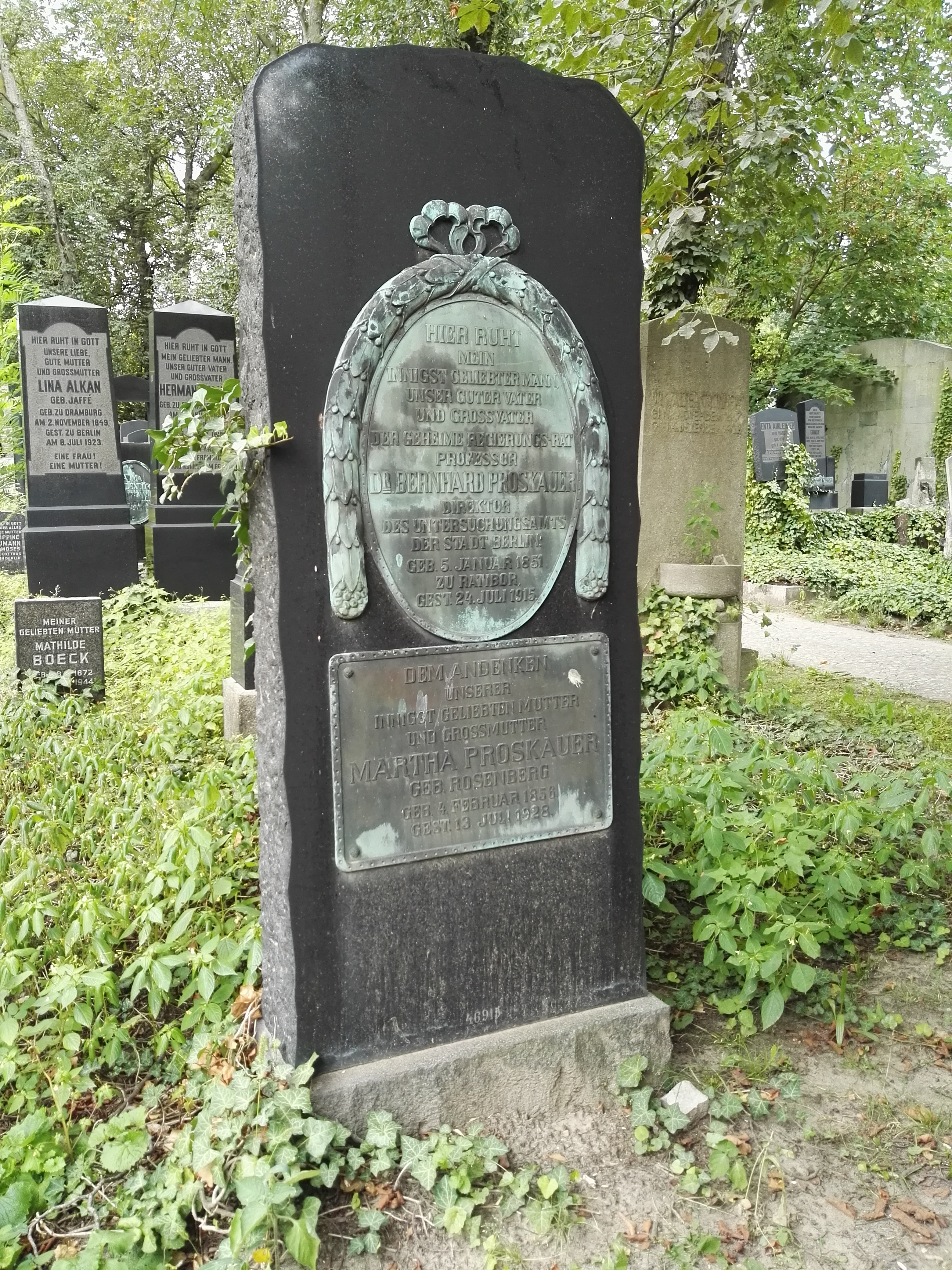
Grób Bernharda Proskauera na Cmentarzu żydowskim w Berlinie-Weißensee

Bernhard Proskauer (ur. 8 stycznia 1851 w Raciborzu, zm. 25 lipca 1915 w Berlinie) – niemiecki chemik, bakteriolog i higienista, profesor tytularny, tajny radca stanu.

## Życiorys
Zanim rozpoczął studia chemiczne, był bankierem. Chemię studiował w Berlinie. Od 1874 pracował wspólnie z Robertem Kochem w Kaiserliches Gesundheitsamt (Cesarskim Urzędzie Zdrowia), od 1878 kierował własnym laboratorium chemicznym. W 1890 został profesorem tytularnym. Od 1891 przeniósł się razem z Kochem do Preußisches Institut für Infektionskrankheiten (Pruskiego Instytutu Chorób Zakaźnych) w Berlinie. Od 1907 do marca 1915 był dyrektorem Berliner Städtisches Untersuchungsamt für gewerbliche und hygienische Zwecke (Miejskiego Laboratorium Badań Przemysłowych i Sanitarnych w Berlinie). W ostatnich dwóch latach życia ciężko chorował. Zmarł 25 lipca 1915 w Berlinie. Pochowany jest na cmentarzu żydowskim w Berlinie-Weißensee.
Materiały archiwalne związane z osobą Bernharda Proskauera i jego rodziną przechowywane są w nowojorskim Leo Baeck Institute.

## Dorobek naukowy
Większość prac Proskauera dotyczyła zagadnień oczyszczania ścieków i dezynfekcji wody. Wspólnie z Vogesem opracował test na obecność acetoiny w kulturach bakterii, tzw. test Vogesa-Proskauera, mający do dziś znaczenie w identyfikacji przedstawicieli Enterobacteriaceae. Proskauer i Achille Capaldi jako pierwsi opisali w 1896 redukcję molibdenianiu do błękitu molibdenowego przez E. coli.
Przez wiele lat współpracował z redakcją „Chemisches Zentralblatt”. Razem z Richardem Pfeifferem był redaktorem dwutomowej encyklopedii higieny (Encyklopädie der Hygiene, 1902-1905).

## Wybrane prace
- Beiträge zur Bestimmung der schwefligen Säure in der Luft. Mittheilungen aus dem kaiserlichen Gesundheitsamte 1, ss. 1-18, 1881
- Fischer B, Proskauer B. Ueber die Desinfection mit Chlor und Brom. Mittheilungen aus dem kaiserlichen Gesundheitsamte 2, ss. 228-308, 1884
- Die Gefährlichkeit der Carbon-Oefen. „Zeitschrift für Hygiene”. 7 (1), s. 235–236, 1889. DOI: 10.1007/BF02188337.
- Jllgen, Ludwig, B. Proskauer. Einen neuen Schraubenquetschhahn. „Zeitschrift für analytische Chemie”. 28 (1), s. 85–86, 1889. DOI: 10.1007/BF01375877.
- B. Proskauer, M. Zuelzer. Ueber die Anwendbarkeit der Kjeldahl'schen Methode und ihrer Modificationen bei hygienischen Untersuchungen. „Zeitschrift für Hygiene”. 7 (1), s. 186–224, 1889. DOI: 10.1007/BF02188335.
- Die Reinigung von Schmutzwässern nach dem System Schwartzkopff (Berlin). „Zeitschrift für Hygiene”. 10 (1), s. 51–88, 1891. DOI: 10.1007/BF02188510.
- B. Proskauer, Stabsarzt Nocht. Ueber die chemische und bacteriologische Untersuchung der Kläranlage (System Röckner-Rothe) in Potsdam. „Zeitschrift für Hygiene”. 10 (1), s. 111–135, 1891. DOI: 10.1007/BF02188512.
- Ueber die hygienische und bautechnische Untersuchung des Bodens auf dem Grundstücke der Charité und des sogen. “Alten Charité-Kirchhofes”. „Zeitschrift für Hygiene und Infektionskrankheiten”. 11 (1), s. 3–120, 1892. DOI: 10.1007/BF02284293.
- Ueber die Beschaffenheit des Berliner Leitungswassers in der Zeit vom April 1889 bis October 1891, nebst einem Beitrag zur Frage der Bleiaufnahme durch Quellwasser. „Zeitschrift für Hygiene und Infektionskrankheiten”. 14 (1), s. 250–298, 1893. DOI: 10.1007/BF02284322.
- B. Proskauer, M. Beck. Beiträge zur Ernährungsphysiologie des Tuberkelbacillus. „Zeitschrift für Hygiene und Infektionskrankheiten”. 18 (1), s. 128–152, 1894. DOI: 10.1007/BF02216837.
- Pfeiffer R, Proskauer B. Beiträge zur Kenntnis der spezifisch wirksamen Körper im Blutserum von choleraimmunen Tieren. Centralblatt für Bakteriologie 19, ss. 191-199, 1896
- Achille Capaldi, B. Proskauer. Beiträge zur Kenntniss der Säurebildung bei Typhus-bacillen und Bacterium coli. „Zeitschrift für Hygiene und Infektionskrankheiten”. 23 (3), s. 452–474, 1896. DOI: 10.1007/BF02274958.
- O. Voges, B. Proskauer. Beitrag zur Ernährungsphysiologie und zur Differentialdiagnose der Bakterien der hämorrhagischen Septicämie. „Zeitschrift für Hygiene und Infektionskrankheiten”. 28 (1), s. 20–32, 1898. DOI: 10.1007/BF02285362.
- Proskauer B, Elsner. Bericht über die Ergebnisse der bisherigen Prüfung der Versuchs-Kläranlage System Eichen in Pankow bei Berlin. Vierteljahrsschrift für gerichtliche Medizin und öffentliches Sanitätswesen 16 (Suppl. Heft), ss. 183-189, 1898
- Proskauer B, Elsner. Ueber die hygienische Untersuchung des Kohlebreiverfahrens zur Reinigung von Abwässern auf der Klärstation in Potsdam. Vierteljahrsschrift für gerichtliche Medizin und öffentliches Sanitätswesen 16 (Suppl. Heft), ss. 157-182, 1898
- Proskauer B, Croner F. Die Kläranlage für die Kolonie und Arbeitsstätten der Berliner Maschinenbau-Aktiengesellschaft, vormals L. Schwartzkopff in Wildau bei Berlin. (Biologisches Verfahren mit Faulkammersystem). W: Festschrift zum 60. Geburtstag von Robert Koch. Jena: Fischer, 1903 ss. 571-582
- Ueber die Sterilisation des Wassers durch Ozon in Ozonwasserwerken. Berichte der Deutschen Pharmaceutischen Gesellschaft 13, ss. 259-266, 1903
- Städtische Kläranlagen und ihre Rückstände. Gesundh.-Ingenieur 28, ss. 339; 352, 1905
- Bredtschneider, Proskauer. Städtische Kläranlagen und ihre Rückstände. Deutsche Vierteljahrsschrift für öffentliche Gesundheitspflege 37, ss. 171-247, 1905
- B. Proskauer, E. Seligmann, Fr Croner. Über die Beschaffenheit der in Berlin eingeführten dänischen Milch. „Zeitschrift für Hygiene und Infektionskrankheiten”. 57 (1), s. 173–247, 1907. DOI: 10.1007/BF02140514.